# USS Reno (CL-96)
USS Reno (CL-96) var en modifierad lätt kryssare av Atlanta-klass, ibland kallad "Oakland-klass". Hon var det första örlogsfartyget som fick sitt namn efter staden Reno, Nevada.
Reno kölsträcktes hos Bethlehem Shipbuilding Corporation i San Francisco, Kalifornien, den 1 augusti 1941. Hon sjösattes den 23 december 1942 och togs i bruk den 28 december 1943. USS Reno tillbringade hela sin tjänstgöringstid i Stillahavskriget, och dess omedelbara efterspel, under 1944 till 1946.

## Tjänstgöring

### Sjötester
Efter sjötester utanför San Diego seglade USS Reno från San Francisco den 14 april 1944 västerut för att ansluta sig till 5:e flottan under befäl av amiral Raymond A. Spruance. Som en aktiv enhet i viceamiral Marc Mitschers Fast Carrier Task Force (Task Force 58) kom Reno först i kontakt med fienden när hon understödde mindre hangarfartygsräder mot Marcusön den 19-20 maj. Tre dagar senare stödde hon även flyganfall mot den japanska ön Wake Island.

### Slaget om Filippinska sjön
Under juni och juli 1944 deltog Reno tillsammans med de snabba hangarfartygen i flyganfall mot Saipan den 11 juni, Pagan Island den 12-13 juni och mot Vulkanöarna och Boninöarna - nämligen Iwo Jima, Haha Jima och Chichi-Jima den 15-16 juni. Tre dagar senare hjälpte Reno till att slå tillbaka en storskalig japansk hangarfartygsstyrka som försökte besegra den amerikanska invasionen av Marianerna (inklusive Guam, Saipan och Tinian, under slaget om Filippinska sjön - världens största slag mellan hangarfartyg genom tiderna, och en överväldigande seger för den amerikanska flottan.

### Guam
Från den 20 juni till den 8 juli 1944 deltog Reno i operationerna för att erövra Saipan. Hon skyddade sedan landstigningarna på Guam den 17-24 juli och två dagar senare deltog hon i flyganfallen mot Palau den 26-29 juli. 5:e flottan omvandlades sedan till 3:e flottan, eftersom amiral William F. Halsey, Jr, roterade in för att föra befäl över denna flotta. När man vände tillbaka norrut igen gjordes ytterligare en serie flyganfall mot Boninöarna den 4-5 augusti. Den 7 september återvände sedan TF 38 (tidigare TF 58) söderut för att slå till mot Palauöarna igen.

### Filippinerna
Efter att ha seglat västerut över Filippinska sjön genomförde Reno och TF 38 några av de första amerikanska flygräderna mot Filippinerna och bombade den södra ön Mindanao och dess intilliggande öar från den 9 till den 13 september 1944. TF 58 stödde amfibielandningarna på två av Palau-öarna mellan den 15 och 20 september, och den 21-22 september genomförde man sedan flyganfall mot Manila-området på Luzon i norra Filippinerna. När Reno och TF 38 slog till mot ön Nansei Shoto den 8 oktober kom de närmare de japanska hemöarna än någon annan större enhet i den amerikanska flottan hade varit under andra världskriget.
Under en tre dagar lång serie luftangrepp av TF 38 mot japanska flygfält mot ön Formosa mellan den 12 och 14 oktober 1944 sköt Reno ner minst sex fientliga flygplan. Under höjdpunkten av denna luftstrid kraschade ett torpedflygplan från den kejserliga japanska flottan på Reno, exploderade och satte delvis torn nr 6 ur spel, men den ansvarige tornofficeren lyckades upprätthålla sin defensiva eld mot de anfallande japanska planen.

#### USSPrinceton
Den 24 oktober 1944, fyra dagar efter invasionen av Leyte, utsattes TF 38 för ett omfattande luftangrepp av landbaserade flygplan från Clark Field på Luzon, medan de understödde flyganfall mot japanska flygfält på Luzon. Det lätta hangarfartyget Princeton drabbades hårdast av attacken; hon träffades av en bomb och tvingades dra sig tillbaka från insatsstyrkan. Reno fick i uppdrag att hjälpa till att bekämpa bränderna ombord på Princeton genom att använda sina brandslangar och även att rädda besättningsmännen. Reno minskade avståndet till Princeton fem gånger men kunde inte stanna kvar på grund av den intensiva hettan och röken från det brinnande hangarfartyget.
Medan Reno hjälpte Princeton började hangarfartyget kränga och hennes flygdäck träffade Reno och krossade en av hennes 40 mm-kanoner. Försöken att rädda hangarfartyget fortsatte, men när Princetons magasin för torpeder exploderade fick Reno order om att sänka Princeton med sina egna torpeder. Princeton var det sista större hangarfartyget i den amerikanska flottan som sänktes av en fiendeattack.
Den 25 oktober, efter att ha återförenats med TF 38, seglade Reno och de andra örlogsfartygen norrut för att möta den japanska nordstyrkan och inleda slaget vid Cape Engaño, som var den sista striden i slaget vid Leytebukten.

#### I-41
Natten till den 3 november 1944, långt öster om San Bernardino-sundet, som en del av amiral Shermans Task Group 3 (TG 38.3) i Task Force (TF 38) Fast Carrier Task Force, fick Reno två torpedträffar på sin babordssida från den japanska ubåten I-41 medan hon eskorterade USS Lexington. En torped fastnade i Renos yttre skrov och desarmerades senare medan den andra torpeden exploderade. Detta var första gången på nästan två år som en japansk ubåt lyckades attackera ett fartyg som opererade med snabba hangarfartyg. Förlusterna uppgick till 46 döda och många skadade.
Efter en natt immobiliserad överlevde hon ännu en attack av en okänd japansk ubåt som avfyrade 3 torpeder som missade, men räddades av en jagare som lämnats kvar för att försvara henne. Reno bogserades 2 400 km till den stora amerikanska basen på Ulithi Atoll för några tillfälliga reparationer av flottans bogserbåt USS Zuni. En av de åtgärder som vidtogs för att minska toppvikten var att ta bort styrbords torpedtuber för att hjälpa till att bevara stabiliteten i det skadade tillståndet. Under den 1 127 km långa resan fanns en besättning på 242 personer kvar ombord. Totalt 1 250 ton havsvatten pumpades upp från översvämmade utrymmen, en bedrift som noterades positivt av viceamiral Charles McMorris när han i november 1944 godkände Renos rapport om torpederingen.

### Reparationer i Charleston, South Carolina
Hon seglade sedan för egen maskin över Stilla havet, genom Panamakanalen och sedan till Charleston, S.C., där hon den 22 mars 1945 placerades hos Charleston Navy Yard för omfattande reparationer. Sju månader senare beordrades Reno till Texas kust och sedan tillbaka till Charleston för komplettering med hundratals kojplatser. Hon deltog sedan i "Operation Magic Carpet" och seglade två gånger tur och retur till Le Havre i Frankrike för att hämta hem amerikanska trupper.

### Avveckling
I början av 1946 seglade Reno till Port Angeles, Washington, där hon togs ur bruk den 4 november 1946, och placerades sedan in i Pacific Reserve Fleet, förtöjd i Bremerton, Washington. Hon omklassificerades till CLAA-96 den 18 mars 1949 och låg kvar i Bremerton tills hennes namn ströks från flottans register den 1 mars 1959. Hennes skrov såldes den 22 mars 1962 till Coal Export Co. i New York City för skrotning.